# Losing My Religion
Losing My Religion is een nummer van de Amerikaanse muziekgroep R.E.M. en afkomstig van het album Out of Time uit 1991. Op 19 februari dat jaar werd het nummer op single uitgebracht.

## Achtergrond
Het was in Nederland hun eerste single in de Nationale Top 100 bij de TROS op Radio 3, er volgden er nog achttien (stand 2023). De tekst van Losing My Religion heeft niets te maken met het kwijtraken van het geloof; het is een Amerikaanse uitdrukking uit het zuiden, die “aan het eind van je Latijn zijn” betekent. Dat kan onder meer gehaald worden uit de zinsnede "That's me in the corner/That's me in the spotlight/Losing my religion".
De basis voor het nummer werd gelegd door Peter Buck, die op een avond mandoline probeerde te spelen en dat opnam. Hij kwam daarbij toevallig op een riff, die later in het nummer verscheen. De opnamen voor het echte nummer begonnen in september 1990 in de Bearsville Studio in Woodstock (New York). Het instrumentarium werd uitgebreid met basgitaar en slagwerk. Het heeft weinig gescheeld of het was nooit als single verschenen. Warner Bros., hun platenlabel, zag het in eerste instantie niet zitten, maar lange gesprekken leidden toch tot de uitgave op single. Nadat de single en het album zó goed verkochten, konden de verkoopprognoses bijgesteld worden van 2 à 3 miljoen exemplaren naar circa 10 miljoen.
In Nederland was de plaat op vrijdag 22 maart 1991 Veronica Alarmschijf op Radio 3 en werd een gigantische hit in de destijds twee landelijke hitlijsten op de nationale publieke popzender. De plaat bereikte de nummer 1-positie in zowel de Nederlandse Top 40 als de Nationale Top 100.
In België bereikte de plaat de nummer 1-positie in zowel de voorloper van de Vlaamse Ultratop 50 als de Vlaamse Radio 2 Top 30. In Wallonië werd géén notering behaald.
Sinds de allereerste editie in  december 1999 staat de plaat onafgebroken genoteerd in de jaarlijkse NPO Radio 2 Top 2000 van de Nederlandse publieke radiozender NPO Radio 2, met als hoogste notering een 15e positie in 2000.

## Musici
- Michael Stipe - zang
- Peter Buck – mandoline
- Peter Holsapple – akoestische gitaar
- Mike Mills – basgitaar, toetsinstrumenten
- Bill Berry – slagwerk

De bijbehorende video werd geregisseerd door Tarsem Singh. Eerder zong Stipe de video’s nog live in; hier playbackte hij.

## Tracklijst
De single verscheen in diverse formaten (7", 12" vinylsingle en cd-single):
Alle composities door Bill Berry, Peter Buck, Mike Mills en Michael Stipe, tenzij anders vermeld:
7" vinylsingle
1. Losing My Religion – 4:29
2. Rotary Eleven – 2:32

12" vinylsingle en cd-single
1. Losing My Religion – 4:29
2. Rotary Eleven – 2:32
3. After Hours (Lou Reed) (live) – 2:08

UK "Collector's Edition" cd 1
1. Losing My Religion – 4:29
2. Stand (live) – 3:21
3. Turn You Inside-Out (live) – 4:23
4. World Leader Pretend (live) – 4:24

UK "Collector's Edition" cd 2
1. Losing My Religion – 4:29
2. Fretless – 4:51
3. Losing My Religion (Live Acoustic Version/Rockline) – 4:38
4. Rotary Eleven – 2:32

## Covers
Het nummer werd in 2012 door Black Mighty Wax, samen met Silvia Donati op het album We the Family opgenomen.

## Hitnoteringen

### Nederlandse Top 40
| Hitnotering: 30-03-1991 t/m 22-06-1991 | Hitnotering: 30-03-1991 t/m 22-06-1991 | Hitnotering: 30-03-1991 t/m 22-06-1991 | Hitnotering: 30-03-1991 t/m 22-06-1991 | Hitnotering: 30-03-1991 t/m 22-06-1991 | Hitnotering: 30-03-1991 t/m 22-06-1991 | Hitnotering: 30-03-1991 t/m 22-06-1991 | Hitnotering: 30-03-1991 t/m 22-06-1991 | Hitnotering: 30-03-1991 t/m 22-06-1991 | Hitnotering: 30-03-1991 t/m 22-06-1991 | Hitnotering: 30-03-1991 t/m 22-06-1991 | Hitnotering: 30-03-1991 t/m 22-06-1991 | Hitnotering: 30-03-1991 t/m 22-06-1991 | Hitnotering: 30-03-1991 t/m 22-06-1991 | Hitnotering: 30-03-1991 t/m 22-06-1991 |
| Week                                   | 1                                      | 2                                      | 3                                      | 4                                      | 5                                      | 6                                      | 7                                      | 8                                      | 9                                      | 10                                     | 11                                     | 12                                     | 13                                     |                                        |
| -------------------------------------- | -------------------------------------- | -------------------------------------- | -------------------------------------- | -------------------------------------- | -------------------------------------- | -------------------------------------- | -------------------------------------- | -------------------------------------- | -------------------------------------- | -------------------------------------- | -------------------------------------- | -------------------------------------- | -------------------------------------- | -------------------------------------- |
| Nummer                                 | 20                                     | 8                                      | 3                                      | 2                                      | 1                                      | 1                                      | 1                                      | 2                                      | 4                                      | 7                                      | 11                                     | 23                                     | 31                                     | uit                                    |

### Nationale Top 100
| Hitnotering: 23-03-1991 t/m 20-07-1991 | Hitnotering: 23-03-1991 t/m 20-07-1991 | Hitnotering: 23-03-1991 t/m 20-07-1991 | Hitnotering: 23-03-1991 t/m 20-07-1991 | Hitnotering: 23-03-1991 t/m 20-07-1991 | Hitnotering: 23-03-1991 t/m 20-07-1991 | Hitnotering: 23-03-1991 t/m 20-07-1991 | Hitnotering: 23-03-1991 t/m 20-07-1991 | Hitnotering: 23-03-1991 t/m 20-07-1991 | Hitnotering: 23-03-1991 t/m 20-07-1991 | Hitnotering: 23-03-1991 t/m 20-07-1991 | Hitnotering: 23-03-1991 t/m 20-07-1991 | Hitnotering: 23-03-1991 t/m 20-07-1991 | Hitnotering: 23-03-1991 t/m 20-07-1991 | Hitnotering: 23-03-1991 t/m 20-07-1991 | Hitnotering: 23-03-1991 t/m 20-07-1991 | Hitnotering: 23-03-1991 t/m 20-07-1991 | Hitnotering: 23-03-1991 t/m 20-07-1991 | Hitnotering: 23-03-1991 t/m 20-07-1991 | Hitnotering: 23-03-1991 t/m 20-07-1991 |
| Week                                   | 1                                      | 2                                      | 3                                      | 4                                      | 5                                      | 6                                      | 7                                      | 8                                      | 9                                      | 10                                     | 11                                     | 12                                     | 13                                     | 14                                     | 15                                     | 16                                     | 17                                     | 18                                     |                                        |
| -------------------------------------- | -------------------------------------- | -------------------------------------- | -------------------------------------- | -------------------------------------- | -------------------------------------- | -------------------------------------- | -------------------------------------- | -------------------------------------- | -------------------------------------- | -------------------------------------- | -------------------------------------- | -------------------------------------- | -------------------------------------- | -------------------------------------- | -------------------------------------- | -------------------------------------- | -------------------------------------- | -------------------------------------- | -------------------------------------- |
| Nummer                                 | 70                                     | 40                                     | 15                                     | 5                                      | 2                                      | 2                                      | 1                                      | 1                                      | 1                                      | 3                                      | 5                                      | 7                                      | 14                                     | 23                                     | 33                                     | 46                                     | 60                                     | 87                                     | uit                                    |

### NPO Radio 2 Top 2000
| Nummer met noteringen in de NPO Radio 2 Top 2000 | '99 | '00 | '01 | '02 | '03 | '04 | '05 | '06 | '07 | '08 | '09 | '10 | '11 | '12 | '13 | '14 | '15 | '16 | '17 | '18 | '19 | '20 | '21 | '22 | '23 | '24 |
| ------------------------------------------------ | --- | --- | --- | --- | --- | --- | --- | --- | --- | --- | --- | --- | --- | --- | --- | --- | --- | --- | --- | --- | --- | --- | --- | --- | --- | --- |
| Losing My Religion                               | 25  | 15  | 37  | 42  | 33  | 46  | 76  | 79  | 132 | 60  | 67  | 83  | 68  | 118 | 111 | 126 | 112 | 80  | 73  | 84  | 112 | 102 | 103 | 110 | 124 | 126 |

1. ↑  Een vetgedrukt getal geeft de hoogste notering aan.

### JOE FM Hitarchief Top 2000
| Losing My Religion | Losing My Religion | Losing My Religion | Losing My Religion | Losing My Religion |
| Jaar               | 2009               | 2010               | 2011               | 2012               |
| ------------------ | ------------------ | ------------------ | ------------------ | ------------------ |
| Positie            | 28                 | 22                 | 22                 | 25                 |